# Península de Lisburne

A península de Lisburne é uma península que entra pelo mar de Chukchi na costa ocidental do Alasca, Estados Unidos. Está localizada no ponto mais ocidental do distrito (borough) de North Slope. Tem forma trapezoidal, com dois pontos, o cabo Lisburne e o Point Hope, e está limitada a leste pelas montanhas De Long.
A península de Lisburne estende-se para oeste por 100 km em relação a uma linha que une o cabo Beaufort e Kivalina, pelo mar de Chukchi. Separa o distrito (borough) de North Slope do Kotzebue Sound. Recebe o nome do cabo Lisburne. 
O rio Kukpuk passa pela península de Lisburne.